# Swetlana Irekowna Ischmuratowa

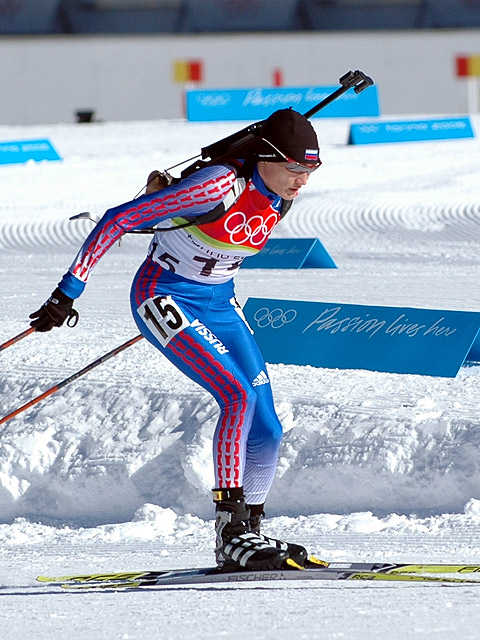
Swetlana Ischmuratowa bei Olympia 2006

Swetlana Irekowna Ischmuratowa (russisch Светлана Ирековна Ишмуратова; * 20. April 1972 in Slatoust) ist eine ehemalige russische Biathletin.
1996 war Swetlana Ischmuratowa das erste Jahr im Biathlon-Weltcup aktiv, ihr erster großer Erfolg war der Gewinn des Weltmeistertitels mit der russischen Mannschaft 1998. Bis heute konnte sie bei Weltmeisterschaften fünfmal Gold mit russischen Staffeln oder Mannschaften gewinnen, außerdem zwei Silber- und eine Bronzemedaille.
Im Jahr 2006 gewann sie, nachdem sie schon zwölfmal Zweite war und schon als "Ewige Zweite" galt, ihr erstes Weltcuprennen.
Bei den Olympischen Winterspielen 2002 in Salt Lake City holte Swetlana Ischmuratowa Bronze mit der russischen Staffel. 2006 in Turin gelang ihr erster großer Einzelerfolg, als sie im Einzel über 15 km triumphierte. Mit der Goldmedaille im Staffelrennen wurde sie in Turin zur zweifachen Olympiasiegerin.
Nach der Olympiasaison 2006 legte sie eine Wettkampfpause ein und brachte am 10. April 2007 einen Sohn (Mikhail) zur Welt. Mittlerweile hat sie ihre aktive Karriere beendet und arbeitet als Abgeordnete im Sportkomitee des russischen Parlaments.

## Erfolge
- Olympische Winterspiele:
  - 2002: 1× Bronze (Staffel)
  - 2006: 2× Gold (Einzel, Staffel)

- Weltmeisterschaften:
  - 1998: 1× Gold (Mannschaft)
  - 2001: 1× Gold (Staffel)
  - 2003: 1× Gold (Staffel), 1× Silber (Massenstart), 1× Bronze (Verfolgung)
  - 2004: 1× Silber (Staffel)
  - 2005: 2× Gold (Staffel, Mixed-Staffel)

- Gesamtweltcup:
  - 1× Platz 6 (1999/00)

- Disziplinen-Weltcup:
  - 1× Siegerin im Einzel-Weltcup (2005/06)

- Weltcupsiege:
  - 2 (Stand: 13. Februar 2006)

## Bilanz im Weltcup
Die Tabelle zeigt alle Platzierungen (je nach Austragungsjahr einschließlich Olympische Spiele und Weltmeisterschaften).
- 1.–3. Platz: Anzahl der Podiumsplatzierungen
- Top 10: Anzahl der Platzierungen unter den ersten zehn (einschließlich Podium)
- Punkteränge: Anzahl der Platzierungen innerhalb der Punkteränge (einschließlich Podium und Top 10)
- Starts: Anzahl gelaufener Rennen in der jeweiligen Disziplin

| Platzierung | Einzel | Sprint | Verfolgung | Massenstart | Staffel | Gesamt |
| ----------- | ------ | ------ | ---------- | ----------- | ------- | ------ |
| 1. Platz    | 2      |        |            |             | 13      | 15     |
| 2. Platz    | 3      | 6      | 2          | 2           | 10      | 23     |
| 3. Platz    |        | 5      | 4          |             | 4       | 13     |
| Top 10      | 12     | 37     | 24         | 13          | 30      | 116    |
| Punkteränge | 16     | 63     | 52         | 24          | 30      | 185    |
| Starts      | 24     | 74     | 57         | 25          | 30      | 210    |